# 加洛奇
48°33′18″N 22°11′53″E / 48.55500°N 22.19806°E
加洛奇（烏克蘭語：Галоч），是烏克蘭的村落，位於該國西部外喀爾巴阡州，由烏日霍羅德區負責管轄，始建於1828年，面積0.006平方公里，2001年人口498，人口密度每平方公里83,000人。